# 다기 카툰

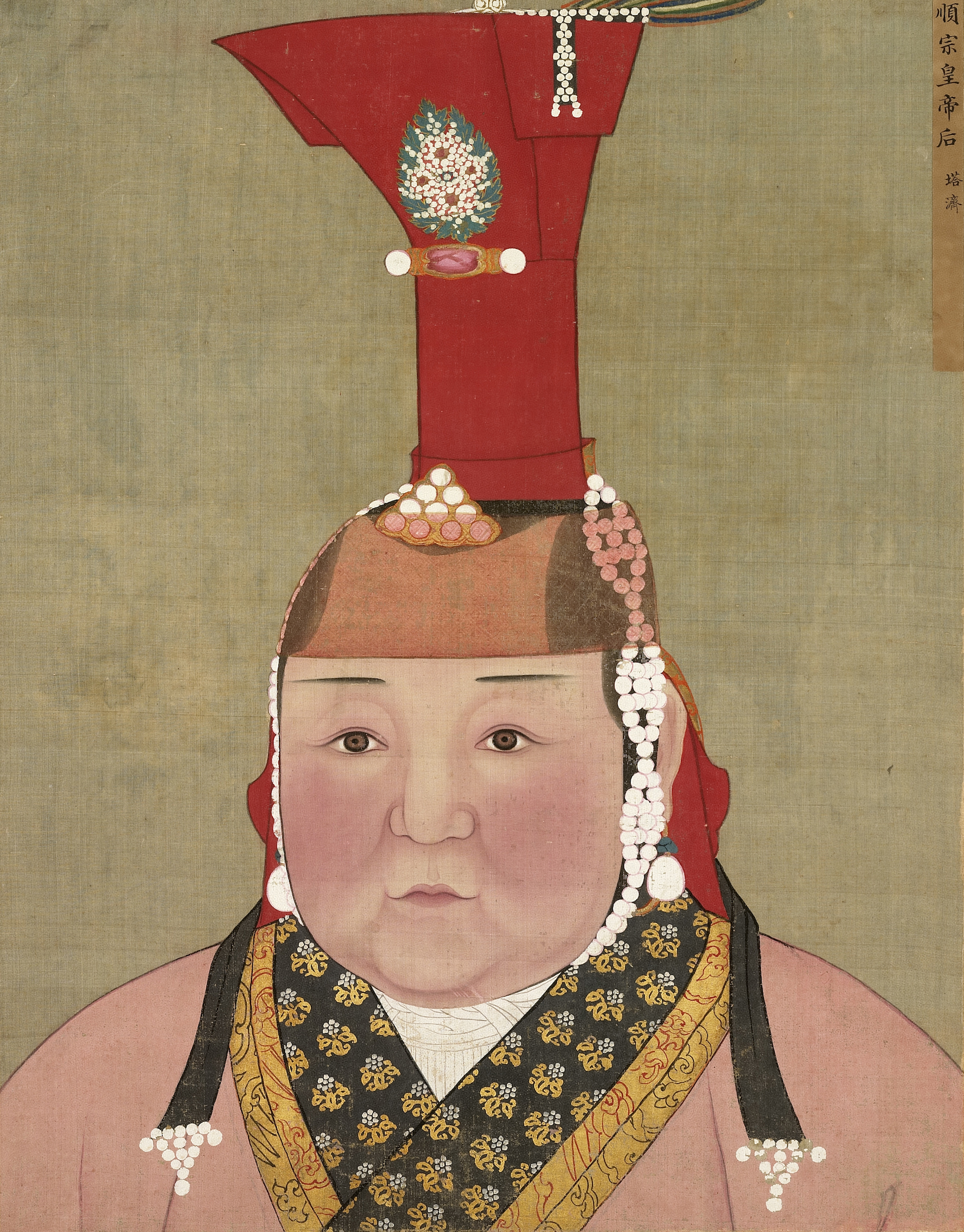
순종황제후(順宗皇帝后)
탑제(塔濟)

다기(몽골어:ᠲᠠᠵᠢ, Тажи хатан, 한국 한자: 答己 답기, 1266년？ ~ 1322년 11월 1일(음력 9월 22일))는 원나라의 황족이자 원나라의 황태후였다. 한자로는 탑자(搭子), 단기(妲己)로도 부르며, 명나라, 청나라 시대에는 탑제(塔濟)라고 부른다. 와사프의 페르시아어 사서에서는 타지 파이지(داکی فیزی)로 나타난다. 다기는 중세 몽골어로 섬단(閃緞)이라는 뜻으로, 화려한 중국 비단을 의미한다. 그녀는 쿠빌라이 칸의 황손 다루마발라의 부인으로 원 무종 카이산과 인종 아유르바르와다의 어머니였다. 그녀는 옹기라트 부족 출신으로 쿠빌라이 칸의 손자 다루마바라와 결혼하였다. 그는 부친 사후에 조부 쿠빌라이의 유력한 후계자 후보로 장래가 촉망되었지만 요절하였다.
차기 황후로 내정되었으나 남편 다루마발라 사후, 아들 무종, 인종을 황제로 즉위시키고, 강력한 옹기라트부 세력을 등에 업고 뒤에서 권력을 행사했다. 1307년부터 1322년까지 그는 원나라에서 가장 영향력 있는 인물로, 테무데르 등 기만적인 권신들을 뒤에서 후원하였다. 아유르바르와다 부얀투 카안은 그녀의 총애를 받는 테무데르를 미워했으나, 손대지 못했다. 
1310년 10월 원 무종이 존호를 올려 의천흥성자인소의수원황태후(儀天興聖慈仁昭懿壽元皇太后)라 하였다. 이때부터 그녀의 존호를 줄여서 흥성황태후, 흥성태후라 부르게 된다. 1315년 3월 인종이 그녀에게 전덕태녕복경의 존호를 더 올려, 의천흥성자인소의수원전덕태녕복경황태후(儀天興聖慈仁昭懿壽元全德泰寧福慶皇太后)가 되고, 후에 휘문숭우태황태후(徽文崇佑太皇太后)로 개칭되었다. 시호는 소헌원성황후(昭獻元聖皇后)이다.

## 생애

### 초기 활동
옹기라트 부족 출신으로, 성씨는 보시쿠르(孛思忽兒)씨족이다. 1266년경 혹은 1260년경, 1262년경에 태어났으며 정확한 생일은 전하지 않는다. 다기는 데이 세첸의 후손으로, 증조부 안진(按陳)은 칭기즈 칸의 정비 보르테 우진 카툰의 형제이자, 원나라 세조 쿠빌라이 칸의 정비 차브이 카툰의 친정아버지였다. 할아버지는 안진 노얀의 넷째 아들 나친이고, 아버지는 노왕 혼도 테무르(魯王 渾都帖木兒, Хүндтөмөр)이다.
쿠빌라이 칸의 계비 남브이 카툰과는 6촌간이 된다. 이름은 한자로  탑자(搭子), 단기(妲己)로도 부른다. 그의 이름 다기는 중세 몽골어로 섬단, 화려한 비단을 뜻한다.
그녀의 유년기와 초기 생애는 알려져 있지 않다. 친킴태자의 둘째 아들 다르마발라와 혼인, 1281년 첫 아들 카이산(후일의 무종), 1285년 둘째 아들 아유르바르와다(후일의 인종)이 태어났고, 생년월일은 정확하지 않지만 딸 1명을 더 낳았다. 카이산이 태어난 후 남편 다르마발라는 고려 제주도주둔군의 사령관으로 발령받아 다녀왔다. 1292년 카이산이 몽골 막북 고원 진수를 위해 카라코룸으로 파견되면서 다기와 다른 자녀들이 남게 되었다. 그해 황태자였던 남편 다르마발라가 병으로 소환되어 2개월간 진료를 받다가 죽고, 다음 황태자는 다르마발라의 형 카말라와 동생 테무르 중 테무르가 낙점된다.
1
일설에는 루머가 있어, 시중에는 다르마발라의 본부인은 불임이라는 소문이 돌기도 했다. 그 소문에 의하면 위왕 에무게, 카이산, 아유르바르와다 및 노국공주 상가라기는 모두 편비 곽씨의 소생이고, 그 중 2명 카이산, 아유르바르와다만을 정비인 자신에게 입적해서, 자신의 소생인 것처럼 키웠다는 것이다.

### 남편 사망 이후
1294년 1월 쿠빌라이 카안이 통풍, 과음 등으로 죽고 그해 4월 형식적인 쿠릴타이에 의해 테무르가 성종으로 즉위하였다.성종은 어머니 코코친 카툰을 황태후로 책봉하였다. 시어머니 코코진 카툰의 배려로 다기와 자녀들은 황궁에서 살게 되었고, 다기는 이맹 등의 저명한 유학자를 초빙하여 아들 아유르바르와다에게 학문을 가르쳤다.
다기는 영민한 인물이었고, 성종의 후궁이자 계비가 된 불루간 대카툰은 다기를 경계하였다.
수계(형사취수제와 아버지 사후 생모를 제외한 아버지의 첩을 아들이 승계하는 제도)에 의해 다르마발라의 미망인 다기는 다르마발라의 동생 원 성종과 재혼이 결정되었으나, 성종의 계비 불루간 대카툰의 반대로 무산되었다. 이 일로 불루간 대카툰과 다기 카툰은 원수가 되었다. 불루간 대카툰은 다기가 매우 강인하고 침착하며 똑똑한 여성임을 알아보고 매우 경계하였다. 원 성종 즉위 직후, 혹은 1305년 12월 성종의 태자 테이슈가 태어난 직후 다기 카툰과 다기의 둘째 아들 아유르바르와다는 회주(懷州, 현 허난 성) 회맹로로 추방되었다.

### 황태후 시절

#### 무종 치세기
1307년 1월 테무르가 후계자를 남기지 않고 죽자, 몽골 제국에서 되풀이 되던 후계자 쟁탈전이 다시 재연되어 황제의 자리를 둘러싸고 모후, 외척, 권신등 몽골 귀족끼리의 격렬한 권력다툼이 되풀이 되었다.
또 권력다툼의 중심이 된 이들은 칭기즈 칸의 황후 보르테, 쿠빌라이의 황후 차브이, 테무르의 모친 코코진 등의 출신부족에서 쿠빌라이, 테무르의 2대에 걸쳐 외척으로 권세를 누렸던 곤기라트부를 중심으로 결속된 원나라의 궁정귀족들이었다. 테무르의 황후 브르간은 곤기라트부의 출신이 아니었기 때문에 귀족의 힘을 억누르기 위해 좌승상 아구타이 등과 모의, 테무르의 종제였던 안서왕 아난다를 황제로 맞이했으나, 방계 즉위에 의해 기득권을 위협받는 것을 두려워한 중신들과 아난다가 이슬람 신자인 것에 반감을 품은 몽골 귀족들은 쿠데타를 일으켜 브르간과 아난다, 아구타이를 살해하고, 다르마발라의 아들 중에서 황제를 선택했다.
그해 3월 아유르바르와다는 대도를 장악하고 불루간 대카툰, 아난다, 아구타이, 메릭 테무르 등을 처형하고, 감국에 올랐다. 몽골고원의 방위를 담당하던 테무르의 조카 카이산은 대도 주변에서 관망하다가 대군을 이끌고 남하했다. 처음에 다기는 카이산에게 제위를 동생에게 양보하라 했으나 카이산은 주저하였고, 캉글리 톡토(康里 脫脫) 등과 일을 논의하였다. 곧 아유르바르와다가 형에게 제위를 양보하여 갈등은 종식되었다. 다기는 아유르바르와다가 조종하기 쉽다고 보고 처음 아유르바르와다를 지지했다. 그녀는 카이산이 황제가 되는 대신 아유르바르와다를 황태자로 책봉하도록 주문했고, 카이산은 자신의 아들들이 나이가 어려, 후계자로 정하는게 불가능하다 보고 동생 아유르바르와다를 태자로 책봉했다.
1307년 6월 21일 아들 무종 카이산은 그녀를 황태후로 책봉하였다. 이때 다기 카툰은 자신의 측근인 테무데르를 소환해 재상으로 등용하려 하였다. 운남지역에서 근무중이던 테무데르는 근무를 게을리하여 직무태만으로 처벌받을 위기에 몰렸으나 다기 카툰이 압력을 넣어 처벌하지 못했다. 다기 카툰은 도리어 테무데르를 발탁해 중앙으로 불러들였다. 테무데르 등은 조정의 실권을 장악했고, 옹기라트부의 대표격 인물로 급부상했다. 아들 아유르바르와다는 테무데르를 미워하였고, 무종은 태후 다기와 옹기라트부, 동생 아유르바르와다의 눈치를 살피게 되었다.
그녀는 불교의 독실한 신자였으며, 고려 충선왕 등을 대동하여 함께 오대산에서 열리는 법회에도 직접 참석했다.
시어머니 코코친 카툰이 소유한 융복궁(隆福宮)을 물려받아 거주하고, 대대로 옹기라트 부 출신의 황후에 의해 소유되어 온 막대한 재산과 영지를 상속했으며, 그 관리를 위해 여러 관청이 설치되고 그 자체가 하나의 왕국에 필적할 정도의 규모로 성장했다. 1310년 10월 장남 원 무종이 그녀의 거처를 흥성궁이라 하고, 존호를 올려 의천흥성자인소의수원황태후(儀天興聖慈仁昭懿壽元皇太后)라 하였다. 이때부터 그녀의 존호를 줄여서 흥성황태후, 흥성태후라 부르게 된다.

#### 인종 치세기
1311년 장남 카이산(무종)이 알콜 중독으로 갑자기 죽자, 다기는 카이산의 두 아들 주왕(周王) 쿠살라(和世剌)와 회왕(懷王) 투그테무르(圖帖睦爾)는 변방의 윈난 성으로 좌천되도록 하고 카이산파의 장교들은 숙청되었다. 카이산의 두 아들은 옹기라트부 여인 소생이 아니었고, 옹기라트부에서는 이들을 탐탁치 않게 생각했다. 카이산의 사후는 동생 아유르바르와다(인종)가 제위를 이었으나, 그의 치세는 대대로 곤기라트씨 출신의 황후에게 상속된 막대한 재산의 상속자였던 곤기라트부 출신의 아유르바르와다의 어머니 다기 카톤이 궁정내의 권력을 장악하여 칸의 명령보다도 모후의 명령이 더 권위를 가질 정도라고 이야기 되었다.
테무데르는 무종 카이산의 측근인 장군, 군인들을 제거하면서 유교 반대자 들을 숙청, 제거하였다. 그러나 유학을 신봉하는 아유르바르와다는 테무데르의 전횡을 불편히 여겼다. 그럼에도 성리학자들은 테무데르를 사악한 간신이라 비판하였다. 테무데르는 재정을 중앙 집중화를 추진했고, 그를 반대하는 이들은 테무데르의 비리, 부패 의혹을 꾸준히 제기했다.
아유르와르바다는 1302년 옹기라트씨 라드나시리에게서 아들 시데발라가 태어났다. 이를 계기로 어머니 흥성태후 다기 카툰은 같은 옹기라트씨 출신 부인에게서 아들을 얻은 아유르바르와다를 지지하게 되었다. 1316년 인종은 자신의 사후 형 무종의 아들들 중에서 황태자를 정하고, 자신의 사후 황제위를 전달한다는 약속을 깨고 자신의 아들 시데발라를 황태자로 세웠다.
1315년 3월 인종은 그녀에게 전덕태녕복경의 존호를 더 올려, 의천흥성자인소의수원전덕태녕복경황태후(儀天興聖慈仁昭懿壽元全德泰寧福慶皇太后)라는 존호를 올렸다. 뒤에 그의 존호는 휘문숭우태황태후(徽文崇佑太皇太后)로 개칭되었다. 그녀는 중국 역사상 긴 존호를 받은 몇 안되는 여성의 한 사람이 되었다.
다기는 자신의 손자 시데발라를 황태자로 지지했다. 시데발라는 자신이 어리고 재주가 없다며 쿠살라를 태자로 세우면 자신은 열심히 보좌하겠다(臣幼無能 且有兄在, 宜立兄. 以臣輔之) 했으나, 옹기라트부의 귀족들은 나이어린 시데발라를 조종하기 편하다고 보고 시데발라를 지지했다. 다기는 시데발라를 지지했고, 결국 태후의 의지대로 관철되었다. 그러나 1316년 12월 시데발라가 태자가 되고 이듬해 중서성, 상서성, 추밀원과 군권을 장악한 시데발라는 옹기라트부 귀족들과 비밀리에 암암리에 갈등하였다.
옹기라트부는 시데발라를 폐할 계획을 세우자, 인종은 태자에게 양위할 계획을 세워두기도 했다. 그 때문에 비교적 안정된 아유르바르와다의 치세가 1320년에 끝나고, 황태자 시데바라가 계승했다. 1320년 3월 1일 인종이 갑작스러운 사고로 죽자 3월 5일 시데발라가 즉위하고 3월 11일 태황태후로 진봉되었다. 그해 12월 11일 휘문숭호의 존호가 추가되어 의천흥성자인소의수원전덕태녕복경휘문숭호태황태후(儀天興聖慈仁昭懿壽元全德泰寧福慶徽文崇祐太皇太后)가 되었다.

### 생애 후반
시디발라의 강력한 조모 다기는 시데바라(영종)를 황제로 즉위시켰다. 왜냐하면 그의 어머니는 옹기라트(弘吉剌)씨족 이였기 때문이었다. 그때 제국은 심각한 재정난으로 거의 파산상태였다. 아들 인종은 테무데르의 전횡을 미워하여 1319년 테무데르를 실각시켰으나, 이듬해 음주 후의 부상 후유증으로 갑자기 사망했다. 그녀의 손자 시데바라의 계승 직후에 다기는 테무데르를 휘정원 비서실장으로 복위시켰다.
시데발라는 친정하려 했고, 바이주를 중용하여 측근으로 세우고 다기의 측근들을 조사, 압박하면서 다기 카툰과 갈등하였다. 그러나 다기는 옹기라트부의 강력한 세력을 이용, 자신에게 압력을 가하는 손자 시데발라와 갈등하였다. 다기는 시데발라를 황제로 세운 것을 후회하였다. 원사에 의하면 다기는 내가 이 아이가 완고한 줄 미리 알았다면 세우지 않았다고 한다.
1322년 10월 26일 테무데르가 죽고, 얼마 뒤인 11월 1일(음력 9월 22일) 다기는 죽었다.

### 사후
그는 테무데르 등의 권신을 중용하여 제국의 몰락을 자초했다는 평가가 있다. 그가 죽자 영종의 친위세력과 옹기라트부 사이에 다시 정쟁이 재연되었다. 1323년 4월 22일 손자 영종 시데발라의 지시로 태상예의원사(太常禮儀院使) 도타이(朵台)에 의해 시호가 추서되고 태묘의 순종실에 부묘되었다. 중국식 시호는 소헌원성황후(昭獻元聖皇后)이다. 
손자 영종 시데발라는 옹기라트부와 테무데르의 세력을 제거하려 하다가, 테무데르의 양자 어사대부 테크시 등에 의해 피살된다.(남파의 변) 보경사(普慶寺)에 위패가 안치되었다.

## 가족 관계
- 남편 : 다루마바라(答剌麻八剌, ? - 1292년)
  - 차남 : 카이산(海山, 원 무종)
    - 손자 : 쿠살라(和世剌, 후일의 문종)
    - 손자 : 투그테무르(圖帖睦爾, 후일의 명종)

  - 삼남 : 아유르바르와다(愛育黎拔力八達, 원 인종)
    - 손자 : 시디발라(碩德八剌, 원 영종)
    - 손자 : 우투시부카, 아유르바르와다의 서장자라는 설과 시디발라의 친동생, 이복동생이라는 설 등이 있다.

  - 딸 : 노국휘문의복정수대장공주 상가나길(魯國徽文懿福貞壽大長公主 祥哥那吉) 혹은 상가랄길(桑哥剌吉), 상가길랄(桑哥吉剌), - 노왕 동가불랄(魯王 潼坷不剌)에게 하가. 부다시리 황후 옹기라트씨(卜答失里 皇后 弘吉剌氏, 문종 쿠살라의 황후)의 친정어머니